# レジナルド・フィサメィ
レジナルド・フィサメィ（Reginald Fils-Aimé、1961年3月25日 - ）は、米国の実業家。米国任天堂（Nintendo of America）社長兼最高執行責任者（COO）兼任天堂本社執行役員を務めた。通称「レジー（Reggie）」。
米国のゲーム産業においては、EAのピーター・ムーアに並んで著名な人物である。『ゼルダ』と『バイオハザード』のファンである。退職後の夢はビーチにスキューバダイビングの店を開くこと。ハイチ系アメリカ人。日本における愛称は「レジーコング」

## 来歴
1961年3月生まれ。両親はハイチからの移民、父方の祖父はハイチ軍の将軍で1950年にクーデターに参加し民主政府を打倒した。母方の祖父も軍事政権の高官。レジーの両親はこうした祖父母との相性が悪かったため、米国に移民した。父親は元機械工。
ニューヨーク・ブレントウッドのBrentwood高校を卒業後、1979年にコーネル大学に入学。1983年に応用経済学の学士号を取得。

### 任天堂入社までの来歴
大学卒業後、P&Gに入社。ピザハットに転職、管理職として活躍し、Bigfoot PizzaやBig New Yorkerといったヒット商品を生んだ。ビールで有名なギネス社、自転車販売のDerby Cycle Corporation、中華料理チェーンのパンダエクスプレスと移り、営業管理職としてキャリアを積んだ。テレビ局のVH1時代には上級副社長を務め、低年齢層からの高い支持を受けることに成功した。

### 任天堂時代
2003年12月、米国任天堂の営業部門担当上級副社長に就任、米国・カナダ・南米での営業活動全体を率いた。2006年5月25日、君島達己に代わって最高執行責任者に昇進、アメリカ人として初めて米国任天堂のトップに立った。説得力のある話し方などから個人的人気を集め、WiiのコードネームであるRevolutionをもじって「Reggielution」という言葉も生まれた。
2006年11月から世界各国で順次販売を開始した据え置き型ゲーム機のWiiでは任天堂社長の岩田聡やゲーム開発者の宮本茂との激しい議論の末、北米と欧州向けに販売される同ゲーム機に『Wii Sports』を同梱させることを実現した。
2016年6月からは任天堂本社の執行役員を兼務した。
2019年2月、同年4月15日付で米国任天堂を退社すると表明し、後任として営業マーケティング部門担当上級副社長のダグ・バウザーが社長に昇進することを発表した。これに伴い、任天堂本社の執行役員も退任した。

### 家族
1回離婚、子供3人。子供の1人はデューク大学の学生。あとの2人はフロリダ州在住。Stacey Sannerという女性と長く交際している。

## 受賞歴
- Clio Award
- AICP award for Advertising Excellence
- Silver Edison from the American Marketing Institute
- 2 Gold EFFIEs from the New York American Marketing Association
- Named one of the "Marketing 100" by Advertising Age in 1998